# Paul Shan Kuo-hsi

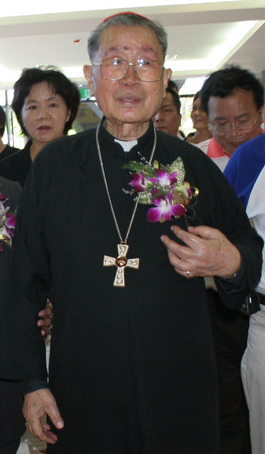
Kardinal Paul Shan Kuo-hsi (September 2010)

Kardinalswappen von Paul Shan Kuo Hsi

Paul Kardinal Shan Kuo-hsi SJ (chinesisch 單國璽, Pinyin Shàn Guóxǐ; * 3. Dezember 1923 in Puyang, Provinz Hebei, China; † 22. August 2012 in Neu-Taipeh, Republik China (Taiwan)) war römisch-katholischer Bischof von Kaohsiung,  Präsident der chinesisch-regionalen Bischofskonferenz in Taiwan und Aufsichtsratsvorsitzender der Katholischen Fu-Jen-Universität.

## Leben
Shan wurde in Puyang, einer Stadt auf dem chinesischen Festland, geboren. Am 11. September 1946 trat er in Peking dem Jesuitenorden bei und verließ China. Nach seinem ersten Gelübde am 12. September 1948 studierte er Philosophie am Diözesanseminar St. Joseph in Chiughsien (1944–1946) und am Jesuitischen Philosophischen Institut in Manila (1941–1951). Am Bellarmin-Kolleg in Baguio auf den Philippinen studierte er Katholische Theologie (1952–1956) und empfing am 18. April (oder März) 1955 dort die Priesterweihe. Von 1957 bis 1959 war er Direktor der Sacred Heart School in Cebu City. An der Päpstlichen Universität Gregoriana in Rom absolvierte er von 1959 bis 1961 ein Promotionsstudium. Er war Novizenmeister seines Ordens in Thuduc in Vietnam (1961–63). Am 2. Februar 1963 legte er in Thuduc die Ewige Profess ab.
1976 ernannte ihn Papst Paul VI. zum Apostolischen Vikar in Taipeh. Am 15. November 1979 ernannte ihn Papst Johannes Paul II. zum Bischof von Hwalien. Die Bischofsweihe empfing er am 14. Februar 1980 durch Matthew Kia Yen-wen, Erzbischof von Taipeh; Mitkonsekratoren waren die emeritierten Erzbischöfe von Taipeh Joseph Kuo Joshih und Stanislaus Lo Kuang.
Er wurde 1981 zum Präsidenten der Kommission für die Evangelisation der chinesisch-regionalen Bischofskonferenz in Taiwan (Chinese Regional Bishops’ Conference (CRBC)) gewählt. Zudem wurde er in das Office for Social Communications der Föderation der Asiatischen Bischofskonferenzen berufen. Von 1983 bis 1985 war er Präsident der Kommission für den Interreligiösen Dialog und von 1985 bis 1991 Präsident der Kommission für die Soziale Kommunikation. am 7. April 1987 wurde er zum Präsidenten der chinesisch-regionalen Bischofskonferenz in Taiwan gewählt. 1987 wurde er Mitglied des Zentralkomitees der FABC.
Am 4. März 1991 wechselte Shan an die Spitze des Bistums Kaohsiung. 1991 wurde er von Johannes Paul II. in den Päpstlichen Rat für die sozialen Kommunikationsmittel berufen, 1992 in die Kongregation für die Evangelisierung der Völker und 1993 in den Päpstlichen Rat für den Interreligiösen Dialog.
Im Konsistorium vom 21. Februar 1998 wurde Shan als Kardinalpriester mit der Titelkirche San Crisogono in das Kardinalskollegium aufgenommen. Am Konklave 2005 nahm er jedoch nicht teil, da er die für die Papstwahl zulässige Altershöchstgrenze bereits überschritten hatte.
Papst Benedikt XVI. nahm am 5. Januar 2006 sein aus Altersgründen vorgebrachtes Rücktrittsgesuch an. Sein Nachfolger wurde am selben Tag sein bisheriger Koadjutor, Bischof Peter Liu Cheng-chung.
Er starb an den Folgen eines Lungenkrebsleidens. Seit seiner Krebsdiagnose 2007 engagierte er sich für den Umgang mit Krebs und wurde dadurch zu einer öffentlichen Figur in Taiwan; er initiierte die „Farewell to My Life“-Tour in Taiwan.